# Michiel van Musscher

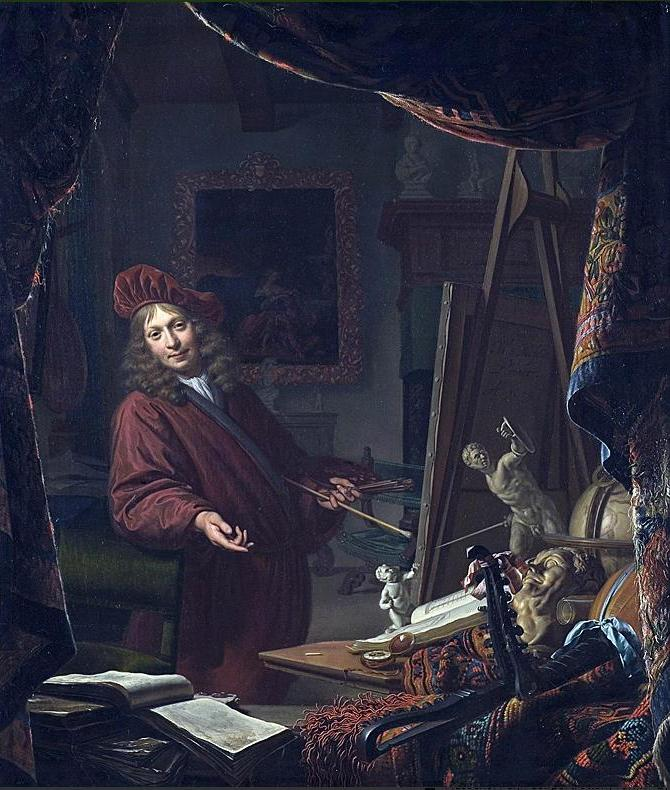
Selbstporträt Michiel van Musscher (1643–1705)

Michiel van Musscher (* um 1643 in Rotterdam; † 20. Juni 1705 in Amsterdam) war ein niederländischer Graveur und Alter Meister des Barocks. Er gilt als Schüler von Gabriël Metsu, Adriaen van Ostade und Abraham Lambertsz. van den Tempel. Er arbeitete in Rotterdam, ab etwa 1678 aber vor allem in Amsterdam.
Seine Werke finden sich in verschiedenen bekannten niederländischen Museen, darunter das Rijksmuseum Amsterdam, das Mauritshuis in Den Haag und das Museum Boijmans Van Beuningen in Rotterdam, doch auch im Museum Oskar Reinhart in Winterthur.